# Felipe Alves Raymundo
Felipe Alves Raymundo, noto semplicemente come Felipe Alves (San Paolo, 21 maggio 1988), è un calciatore brasiliano, portiere del Santa Cruz.

## Palmarès

### Club

#### Competizioni statali
- Campionato Paranaense: 1

Athl. Paranaense: 2018
- Campionato Cearense: 3

Fortaleza: 2019, 2020, 2021

#### Competizioni regionali
- Copa do Nordeste: 1

Fortaleza: 2019

#### Competizioni internazionali
- Coppa Sudamericana: 1

Athl. Paranaense: 2018
- Recopa Sudamericana: 1

Fluminense: 2024